# Историјски архив града Новог Сада
Историјски архив града Новог Сада има статус међуопштинског архива и своју делатност врши на територији девет општина и то: Бачка Паланка, Бачки Петровац, Беочин, Жабаљ, Врбас, Нови Сад, Сремски Карловци, Темерин и Тител.
У депоима Историјског архива града Новог Сада чува се око 6000 m архивске грађе. Документа се налазе у оквиру око 800 фондова и збирки и обухватају временско раздобље од средине 18. века до данашњих дана. У овим документима се налазе подаци о развоју Града и околине, као и појединих органа и организација, правних и физичких лица из следећих места:
Баноштора, Бачке Паланке, Бачког Јарка, Бачког Петровца, Бачког Доброг Поља, Бегеча, Беочина, Будисаве, Буковца, Деспотова, Футога, Гајдобре, Гардиноваца, Гложана, Госпођинаца, Каћа, Кисача, Ковиља, Куцуре, Кулпина, Лединаца, Лока, Луга, Маглића, Младенова, Мошорина, Нештина, Нова Гајдобре, Обровца, Парага, Парагова, Петроварадина, Пивница, Раковца, Равног Села, Руменке, Савиног Села, Силбаша, Сирига, Сремске Каменице, Сремских Карловаца, Старе Паланке, Степановићева, Сусека, Свилоша, Темерина, Титела, Товаришева, Ветерника, Вилова, Врбаса, Змајева, Шајкаша, Ђурђева, Челарева, Ченеја, Черевића, Чортановаца, Чуруга, Жабља

## Спољашње измене
- Историјски архив града Новог Сада